# Torsö
Torsö est la plus grande île du lac Vänern. Elle est localisée dans la commune de Mariestad.